# Supreme (merk)

Beeldmerk

Supreme is een skateboardwinkel en kledingmerk, oorspronkelijk uit New York, waar oprichter en modeontwerper James Jebbia in april 1994 de eerste winkel opende.
Het merk richt zich grotendeels op jeugd uit de skateboard-, hiphop- en punkcultuur. Het bedrijf produceert voornamelijk streetwear, accessoires en skateboards. Opmerkelijk is dat producten vaak tweedehands worden doorverkocht, het zogenaamde "reselling". Dit wordt uitgelokt door de beperkte oplage van elke uitvoering. Truien, hoodies en T-shirts met het zogenaamde boxlogo erop is een van de bekendste artikelen van Supreme. 
Het herkenbare rode beeldmerk van het bedrijf is in hoge mate geïnspireerd op uitingen van de propagandakunstenares Barbara Kruger.
Supreme heeft door de jaren met veel verschillende merken en bedrijven samengewerkt om een kledingstuk of artikel te maken, onder andere met The North Face, Stone Island, Vans en Nike. In 2016 schreef het bedrijf geschiedenis door als eerste streetwearbedrijf een samenwerking aan te gaan met een haute-couture-modebedrijf, namelijk Louis Vuitton.
Supreme is een dochteronderneming van de Amerikaanse investeringsmaatschappij The Carlyle Group.